# El Salitre (San Martín Hidalgo)
El Salitre es una localidad del estado mexicano de Jalisco. Es parte del municipio de San Martín Hidalgo.

## Demografía
| Gráfica de evolución demográfica |
|                                  |

| Censo | Población |
| ----- | --------- |
| 1900  | 716       |
| 1910  | 919       |
| 1921  | 898       |
| 1930  | 1 157     |
| 1940  | 1 266     |
| 1950  | 1 417     |
| 1960  | 1 081     |
| 1970  | 2 002     |
| 1980  | 1 671     |
| 1990  | 3 011     |
| 2000  | 2 924     |
| 2010  | 2 708     |
| 2020  | 2 870     |